# Светско првенство у скијашким летовима 1972.
1. Светско првенство у скијашким летовима 1972. одржано је на Леталници у Планици у СФРЈ (данас Словенији) од 24. до 26. марта. Скаконица је пре првенства реконструисана, како би се омогућили дужи летови. Одржано је само појединачно такмичење (екипно је уведено тек 2004).

## Такмичење
Ткмичење се требало одвијати у 4 серије, 2 у суботи и 2 у недељу (петак је био дан за тренинг). Међутим, као што се то често деси, ветар је помрсио планове организатора. Суботњи део је одржан, али су друге 2 серије морале бити отказане, тако да су признати резултати након првих двају серија.
Најбољи је био Швајцарац Валтер Штајнер са великом предношћу. Летовима од 155 и 158 м осигурао је прво место испред Хајнца Возипива, док је бронзану медаљу освојио Јиржи Рашка из Чехословачке.
| Пласман | Име                 | Земља           | Бодови |
| ------- | ------------------- | --------------- | ------ |
|         | Валтер Штајнер      | Швајцарска      | 427,5  |
|         | Хајнц Возипиво      | Источна Немачка | 395,0  |
|         | Јиржи Рашка         | Чехословачка    | 379,0  |
| 4.      | Јухани Руотсалајнен | Финска          | 376,5  |
| 5.      | Јаромир Лидак       | Чехословачка    | 372,0  |
| 6.      | Манфред Волф        | Источна Немачка | 361,5  |
| 7.      | Јуриј Калинин       | СССР            | 361,0  |
| 8.      | Јан Стенбек         | Норвешка        | 359,0  |
| 9.      | Дитмар Ашенбах      | Источна Немачка | 357,0  |
| 10.     | Петер Штефанчич     | СФРЈ            | 347,0  |
| 11.     | Од Грете            | Норвешка        | 345,0  |
| 12.     | Хенри Глас          | Источна Немачка | 344,0  |
| 13.     | Сеиџи Аочи          | Јапан           | 340,5  |
| 14.     | Анатолиј Жеганов    | SSSR            | 340,0  |
| 15.     | Рудолф Ванер        | Аустрија        | 339,5  |
| 16.     | Бохумил Долезал     | Чехословачка    | 338,5  |
| 17.     | Фритјоф Придз       | Норвешка        | 337,5  |
| 18.     | Акицуго Коно        | Јапан           | 334,0  |
| 19.     | Марјан Месец        | СФРЈ            | 328,5  |
| 20.     | Војћех Фортуна      | Пољска          | 328,0  |
| 21.     | Јукио Касаја        | Јапан           | 327,5  |
| 22.     | Питер Вилсон        | Канада          | 326,0  |
| 23.     | Богдан Норчич       | СФРЈ            | 325,5  |
| 24.     | Минејуки Машико     | Јапан           | 315,5  |
| 25.     | Хајнрих Милер       | Швајцарска      | 315,0  |
| 26.     | Адам Кжиштофјак     | Пољска          | 314,0  |
| 27.     | Данило Пудгар       | СФРЈ            | 309,5  |
| 28.     | Сепо Јвонен         | Финска          | 308,5  |
| 29.     | Кнут Консгорд       | Норвешка        | 307,5  |
| 30.     | Макс Голсер         | Аустрија        | 305,5  |
| 30.     | Александар Иваников | СССР            | 305,5  |

|    | Држава          |   |   |   |   |
| -- | --------------- | - | - | - | - |
| 1. | Швајцарска      | 1 | 0 | 0 | 1 |
| 2. | Источна Немачка | 0 | 1 | 0 | 1 |
| 3. | Чехословачка    | 0 | 0 | 1 | 1 |
|    | Укупно (3)      | 1 | 1 | 1 | 3 |

## Рефренце
1. ↑  Резултати свих међународних такмичења на Планици 1934—2011. Архивирано на веб-сајту  (1. фебруар 2014), osc-planica.si.